# Psammaechidius spinicollis
Psammaechidius spinicollis es una especie de coleóptero de la familia Silvanidae.

## Distribución geográfica
Habita en Madagascar.